# Шрусбері
Шру́сбері (англ. Shrewsbury [ˈʃruːzbri] або [ˈʃroʊzbri]) — місто в Англії, головне місто графства Шропшир, на судноплавній річці Северн. Друге за величиною місто церемоніального графства Шропшир (після Телфорда). Залізничний вузол, що поєднує низку ліній між Англією й Північним та Середнім Уельсом.

## Історія
Імовірно, неподалік від Шрусбері розташовувався Пенгверн — стародавня столиця валлійського королівства Повіс (можливо, це валлійська назва Віроконія — римського міста, руїни якого збереглись у селищі Роксетер за декілька кілометрів від Шрусбері). Місто відоме приблизно з IX століття. Близькість Шрусбері до кордону з Уельсом (за 14 км на захід від міста) визначила його розвиток як одного з крупних центрів Валлійської марки. У 1074 році місто було віддано Роджеру де Монтгомері, який збудував у місті замок, згодом було засновано й абатство. У 1403 році відбулась битва при Шрусбері між Генріхом IV та Генрі «Хотспуром» Персі. У пізньому Середньовіччі Шрусбері став відомим центром торгівлі вовною, однак пізніше зазнав занепаду.
У Шрусбері порівняно добре зберігся історичний центр міста, оскільки він майже не постраждав від нальотів люфтваффе у Другій світовій війні, й не потребував перебудови.
У Шрусбері народився Чарлз Дарвін. Якось у британському парламенті депутатом від Шрусбері був Бенджамін Дізраелі.

## Міста-побратими
- Зютфен, Нідерланди

## Знамениті уродженці
- Чарлз Берні (1726—1814) — композитор, історик музики й органіст.
- Чарлз Дарвін (1809—1882) — природознавець, біолог.
- Лол Кроулі (нар. 1974) — кінооператор, номінант на премію «Оскар».
- Грем Фрай (нар. 1949) — дипломат.

## Освіта
У місті розташований один з кампусів Стаффордширського університету.